# Joseph Georg Ziegler
Joseph Georg Ziegler (ur. 15 marca 1902 w Tauberrettersheim koło Ochsenfurtu, zm. 1 października 1988 w Würzburgu) – duchowny Kościoła katolickiego, profesor Państwowej Akademii w Braniewie w Prusach Wschodnich (do 1944), po wojnie rektor Uniwersytetu w Würzburgu (1961–1962).

## Życiorys
Joseph Ziegler był synem rolnika. W 1921 zdał maturę w gimnazjum w Würzburgu, następnie studiował teologię katolicką i filozofię na Uniwersytecie w Würzburgu. Od 1921 był członkiem katolickiego bractwa KDStV Markomannia Würzburg. W 1926 roku otrzymał święcenia kapłańskie. W 1929 uzyskał stopień doktora teologii na podstawie rozprawy o miłości Bożej u proroków, napisanej pod kierunkiem Johannesa Hehna. Najpierw sprawował posługę duszpasterską. Od 1930 studiował w Papieskim Instytucie Biblijnym w Rzymie, głównie u późniejszego kardynała Augustina Bei (SJ). W Rzymie powstała jego rozprawa habilitacyjna Untersuchungen zur Septuaginta des Buches Isaias, na podstawie której uzyskał w 1933 na Uniwersytecie w Würzburgu stopień doktora habilitowanego (praca została opublikowana w 1934 roku w Münster).
Joseph Ziegler otrzymał w semestrze zimowym 1933/1934 najpierw stanowisko privatdozenta egzegezy Starego Testamentu w Würzburgu, ponadto prowadził wykłady ze Starego Testamentu w Braniewie w Prusach Wschodnich (1934) i w Bambergu (1934/35). W 1937 zostaje mianowany profesorem zwyczajnym w Państwowej Akademii w Braniewie. W Braniewie mieszkał przy Am Stadtpark 6 (pl. Wolności). W semestrze letnim 1944 zostawiając cały swój majątek oraz tracąc całą bibliotekę naukową opuszcza Prusy Wschodnie. Wkrótce potem otrzymuje propozycję powołania na stanowisko profesora w Getyndze oraz w Moguncji. Obie propozycje odrzuca.
W 1946 przyjmuje stanowisko w Wyższej Szkole Filozoficzno-Teologicznej w Ratyzbonie. W 1948 następuje mianowanie do katedry Starego Testamentu oraz języków biblijnych i orientalnych na Uniwersytecie w Würzburgu. 31 marca 1970 przechodzi na emeryturę, nadal jednak zajmuje się badaniami nad Septuagintą. Uchodził za jednego z wiodących badaczy Septuaginty w tamtym okresie.